# Jay Santos
Jay Santos (Bogotá, Colombia, 19 de abril de 1988) es un cantante colombiano de música electrolatino, merengue y reguetón. Su fama y éxito surgen tras el lanzamiento de su sencillo «Caliente» a principios del 2013. Jay Santos fundó el sello discográfico Envimusic con sede en España. En el 2016 firmó con Sony Music España para la distribución de su catálogo musical.

## Biografía
Jay Santos, nace en Bogotá, Colombia, el 19 de abril de 1988. A los 11 años se traslada a Roma, Italia, donde comienza a desarrollar su faceta artística aprendiendo a tocar el piano, la guitarra y la batería.
Con 17 años decide irse a España para impulsar sus primeras canciones en español. Influenciado por la música italiana y sus raíces latinas, plasma su estilo propio en el electrolatino nacional.

### Consolidación musical
En el 2012 debuta con su primer sencillo junto a José De Rico y Henry Méndez, «Noche de Estrellas» editado por la compañía Roster Music, canción que se posiciona inmediatamente entre los sencillos más vendidos en España y obteniendo más de 15 millones de visitas en YouTube.
Luego, en el año 2013 presenta «Caliente» su primer sencillo en solitario editado por la compañía Blanco y Negro, y que en menos de un mes se convierte en el video más visto de Youtube España 2013, número uno en Itunes España, y una de las canciones del verano en España, Francia, Suiza, Bélgica, Italia y Chile.
Actualmente cuenta con más de 40 millones de visitas en Youtube alrededor del mundo.
En el 2015 el artista vuelve a los primeros rankings musicales con un tema más Electrolatino «Dale Morena» con el sello Envimusic. Inmediatamente se convierte en un éxito en España e Italia. 
En el mismo año, el 24 de noviembre, saca a flote sus raíces latinas y lanza «Ya te Olvidé», su primera canción de Reguetón que en semanas fue un éxito inminente. 
El 24 de junio de 2016 lanza su sencillo «Baila» junto al cantante dominicano Fuego, una canción que fusiona ritmos electrónicos con el mambo dominicano. En su primer mes alcanzó los 5 millones de visitas en YouTube.

### Actividad empresarial
A finales del 2013, crea su propio sello discográfico Envimusic,  especializado en géneros latinos, Envimusic es su faceta como empresario en la industria musical, desde la captación, creación, producción, y lanzamiento de nuevas estrellas de la música a nivel mundial.

### Fuga de la justicia y detención
Jay Santos estaba huido y sobre él había una sentencia judicial de la Audiencia Provincial de Madrid, que le condenaba a cumplir una sentencia de 6 años por ser culpable de un delito sexual. Tras la sentencia, el cantante huyó de Madrid y se instaló en Málaga, donde vive su familia, que le ofrecía cobertura para evitar ser localizado. El hecho de no tener un domicilio fijo y que hubiera terminado la actividad laboral dificultaba que se lo encontrara.
Los hechos por los que se buscaba a Jay Santos pasaron en noviembre del 2017, cuando el cantante quedó con una chica que habría conocido a través de las redes sociales y en su domicilio la agredió sexualmente, hechos por los que fue condenado por el tribunal como culpable. Después de comprobar la vigencia de la reclamación judicial, la policía hizo varias gestiones para localizar el cantante. Centrándose en el entorno más cercano a Jay Santos, terminaron localizándolo y deteniéndole en las primeras semanas de 2021. Actualmente se encuentra en prisión cumpliendo la sentencia.

## Discografía
| Año  | Título                                                            | Posiciones en las listas | Posiciones en las listas | Posiciones en las listas | Posiciones en las listas | Certificaciones | Álbum | Discográfica   |
| Año  | Título                                                            | BEL                      | FRA                      | ESP                      | SUI                      | Certificaciones | Álbum | Discográfica   |
| ---- | ----------------------------------------------------------------- | ------------------------ | ------------------------ | ------------------------ | ------------------------ | --------------- | ----- | -------------- |
| 2012 | Noche de estrellas (José de Rico & Henry Méndez feat. Jay Santos) | -                        | 157                      | 5                        | -                        |                 |       | Roster Music   |
| 2013 | Caliente (Jay Santos)                                             | 14                       | 36                       | 32                       | 12                       |                 |       | Blanco y Negro |
| 2015 | Dale Morena (Jay Santos)                                          | -                        | -                        | -                        | -                        |                 |       | Envimusic      |
| 2015 | Ya te olvidé (Jay Santos)                                         | -                        | -                        | -                        | -                        |                 |       | Envimusic      |
| 2015 | Pa Bailar (Jay Santos feat. Erick Galan)                          | -                        | -                        | -                        | -                        |                 |       | Envimusic      |
| 2016 | Baila (Jay Santos feat Fuego)                                     | -                        | -                        | -                        | -                        |                 |       | Envimusic      |
| 2017 | Sé lo que te gusta (Jay Santos feas Sensato)                      | -                        | -                        | -                        | -                        |                 |       | Envimusic      |
| 2017 | Venus (Jay Santos)                                                | -                        | -                        | -                        | -                        |                 |       | Envimusic      |
| 2017 | Gitana (Jay Santos)                                               | -                        | -                        | -                        | -                        |                 |       | Envimusic      |
| 2018 | Los Dos (Jay Santos feat. Exdon Bb)                               | -                        | -                        | -                        | -                        |                 |       | Envimusic      |
| 2018 | Baby (Jay Santos)                                                 | -                        | -                        | -                        | -                        |                 |       | Envimusic      |
| 2019 | Cartagena (Jay Santos feat. Ivana Spagna)                         | -                        | -                        | -                        | -                        |                 |       | Envimusic      |
| 2019 | Mamy Don't Cry (Jay Santos feat. Sonik & Alterego)                | -                        | -                        | -                        | -                        |                 |       | Envimusic      |